# Pawel Sergejewitsch Lebedew-Lastotschkin
Pawel Sergejewitsch Lebedew-Lastotschkin, geboren Lastotschkin, (russisch Павел Сергеевич Лебедев-Ласточкин; * um 1741; † um 1800) war ein russischer Kaufmann, Unternehmer und Forschungsreisender.

## Leben
Lastotschkin, Sohn eines Landpriesters im Ujesd Nischni Nowgorod, besuchte ein geistliches Seminar in Nischni Nowgorod. Er wurde  im Mai 1762 verhaftet, weil er von der Mörderin ihrer Tante der Mitwissenschaft beschuldigt wurde. Er konnte aus dem Gefängnis flüchten und gab sich mit gefälschten Dokumenten als leibeigener Bauer aus. 1763 wurde er Hofverwalter des Grundherrn Babkin. 1766 nahm ihn Babkins Sohn im Ismailowski Leibgarde-Regiment als Offiziersburschen nach St. Petersburg mit.
Zu dieser Zeit gab es geheime Marine-Expeditionen in den nördlichen Pazifik. Aufgrund seiner Bildung fand Lastotschkin leicht eine Anstellung als handelsbeauftragter für die Versorgung der sibirischen Flottille. 1767 führte er in Ochotsk und Kamtschatka für den Moskauer Kaufmann und Getränkesteuerpächter I. G. Saweljew Geschäfte durch, der mit seinem Sohn eine Eisenhütte besaß, sich an gewerblichen Expeditionen für den Pelzhandel beteiligte und 1773 in Irkutsk eine Glashütte eröffnete.
Wegen der noch laufenden Ermittlungen beschaffte sich Lastotschkin  1767 einen Reisepass für den Kleinrussen Michailo Larionowitsch Lebedew, sodass er seitdem als Lebedew-Lastotsckin auftrat. Er besaß ein Haus mit Hof in Jakutsk und erhielt von der Woiwode-Behörde eine Bescheinigung, dass er als jakutsker Kaufmann tätig sein konnte.
Im Hinblick auf die hohen Gewinne bei Saweljews Expeditionen beabsichtigte Lebedew-Lastotschkin eine eigene Expedition. Da ihm das Geld für den Bau und die Ausrüstung eines Schiffes fehlte, vereinbarte er mit dem Oberkommandierenden Kamtschatkas Magnus Carl von Behm, eine Erkundungsexpedition zu den Kurilen und an die japanische Küste zu schicken. Mit der Unterstützung des Rylsker Kaufmanns Grigori Schelichow führte Iwan Antipin, der Japanisch beherrschte, 1775 die erste Erkundungsfahrt durch. Bei späteren Fahrten zur Insel Urup erlitt das Schiff St Nikolai mit der Pelzladung und 1779 die St. Natalja Schiffbruch, worauf Lebedew-Lastotschkin sich von Saweljew Geld leihen musste. Es kam zum Streit, und nach einem Schiedsverfahren zahlte Lebedew-Lastotschkin einen Teil des Geldes an Saweljew zurück. Bei der Untersuchung von Veruntreuungen im Gouvernement Irkutsk stellte sich heraus, dass seitens der Kurilen-Expedition-Gesellschafter den staatlichen Vorschriften für die Abgabenzahlung an die staatliche kronenzobel-Kasse nur sehr ungenügend nachgekommen war.
Lebedew-Lastotschkin hatte 1779 per Ukas eine Goldmedaille für seine Tätigkeit erhalten. Er ging nach St. Petersburg und legte dem General-Prokuror des Senats Alexander Wjasemski seine Reiseberichte vor, die dann von Kaiserin Katharina II. genehmigt wurden. Seine Berichte und die Berichte Antipins spielten eine wichtige Rolle bei der Beurteilung der Möglichkeiten  für die Aufnahme von Handelsbeziehungen mit Japan. Die Berichte waren auch hilfreich bei der Japan-Expedition 1792–1793 unter der Leitung Adam Laxmanns
(Sohn Erich G. Laxmanns).
In den 1780er Jahren gelang es Lebedew-Lastotschkin, mit komplexen Finanzkonstruktionen gewinnbringende gewerbliche Expeditionen durchzuführen, sodass er seine
Schulden bezahlen konnte und ein wohlhabender Kaufmann der 1. Gilde wurde. Leute seiner Gesellschaft gründeten Faktoreien in Alaska und kauften von Indianern und Eskimos Felle auf. Als die von ihm ausgerüstete Galiot St. Georg 1791 im Golf von Alaska in die Cook-Bucht kam, gründete die Mannschaft an der Bucht die Nikolajewski Redoute. 1792 gründeten Lebedew-Leute auf der Alaska-Halbinsel am Iliamna-See eine Niederlassung und rüsteten die Expedition Wassili Iwanows an den Yukon aus.
Als der Pelzmarkt in Kjachta, auf dem die Pelze nach China verkauft worden waren, geschlossen wurde, verließen viele Pelzhändler aufgrund der steigenden Kosten Alaska. Es blieben nur die Gesellschaften Kisseljows, Schelichows und Lebedew-Lastotschkins, die sich die Fanggebiete aufteilten. Kisseljow wählte die Aleuten, Schelichow die Insel Kodiak und Lebedew-Lastotschkin die Tschugatsch-Bucht der Kenai-Halbinsel. Gegen den Widerstand Kisseljows und Lebedew-Lastotschkins entstand aus Schelichows Gesellschaft und weiteren Gesellschaften die Russländisch-Amerikanische Kompagnie (RAK), die durch Ukas Kaiser Pauls I. 1799 anerkannt und unter staatlichen Schutz gestellt wurde. Infolge der übermächtigen Konkurrenz, der mangelnden Versorgung aus den sibirischen Städten und eines Ahtna-Aufstands hatten die letzten bedeutenden Vertretungen Lebedew-Lastotschkins die Niederlassungen in Russisch-Amerika 1797–1798 verlassen.